# Betty Goodwin
Pour les articles homonymes, voir Goodwin.
Betty Goodwin (19 mars 1923 à Montréal - 1er décembre 2008 à Montréal) est une dessinatrice, une sculptrice et une peintre canadienne. Elle est considérée comme l'une des meilleures représentantes de l'art contemporain canadien. Le thème qu'elle a le plus exploré est le deuil.

## Biographie
Betty Goodwin naît à Montréal le 19 mars 1923. Elle est la fille unique de parents juifs originaires de Roumanie. Son père est l’un des dirigeants du shmata, un terme yiddish qui désigne l’industrie textile montréalaise. Propriétaire d’une boutique de vêtements localisée sur le Plateau-Mont-Royal, il meurt des suites d’une crise cardiaque alors que Betty n’a que neuf ans. Cette terrible perte marquera à jamais la jeune fille. Tout au long de sa carrière, les œuvres réalisées portent la trace de cette tragédie.
Après ses études secondaires, Betty Goodwin entre à la Valentine’s Commercial School of Art de Montréal. Sa carrière en arts visuels débute à la fin des années 1940. Elle peint des natures mortes ainsi que des scènes en noir et blanc qui illustre la vie de tous les jours dans le quartier juif dans l´est de Montréal. Ces œuvres lui valent une reconnaissance immédiate au sein de la communauté artistique montréalaise. 
Dans les années 1960, elle exécute des œuvres de nature dans le style impressionniste. Quelques tableaux, représentant les Laurentides au Québec en témoignent. Nous pouvons les retrouver de plus en plus dans les images sur la toile. Cela fait partie du cheminement de l'artiste dans son apprentissage et trouver sa voie. Betty Goodwin participe à des expositions de gravures de grande notoriété. En 1968, elle s’inscrit au cours de gravure de l'artiste Yves Gaucher à la Sir George Williams University. Durant sa formation, elle travaille avec des objets et des déchets qu’elle trouve dans la rue comme des chemises, des chapeaux et des bâches. L’incorporation de ces objets dans la composition de ses œuvres lui donne la possibilité d’explorer les thèmes de la perte, du deuil et du malentendu. Ces traces d’articles vestimentaires sur des plaques de cuivre lui méritent une reconnaissance internationale quasi instantanée. Dans les années 1970, ses sculptures Vestes et Notes lui apportent la reconnaissance internationale. Dans les années 1980, une série de grands dessins intitulée Les Nageurs consacrent son talent. Flottant ou s’enfonçant dans les eaux, les corps solitaires qu’on y observe semblent suspendus dans l’espace. En 1986, elle reçoit le prix Borduas, devenant la première artiste multidisciplinaire, et deuxième femme après Marcelle Ferron, à apparaître sur cette liste réputée. En 1995, de l’artiste visuelle montréalaise est choisie pour représenter le Canada à la Biennale de Venise. L’année suivante, ses œuvres sont mises en valeur au Musée des beaux-arts du Canada dans le cadre de l’exposition Betty Goodwin : Signs of Life. Elle est faite officier de l'Ordre du Canada en 2003. 
Betty Goodwin décède le 1er décembre 2008 à Montréal à l'âge de 85 ans.

## Honneurs
- 1972 : Premier prix au British International Print Show, à Bradford
- 1981 : Prix Lynch-Staunton
- 1986 : Prix Paul-Émile-Borduas[4]
- 1988 : Bourse de la Fondation Guggenheim[6]
- 1995 : Prix Gershon-Iskowitz[6]
- 1998 : Prix Harold-Town[6]
- 2003 : Prix du Gouverneur général en arts visuels et en arts médiatiques

## Expositions individuelles
- 2009: Parcours de l'oeuvre à travers la Collection, commissaire Josée Bélisle, Musée d'art contemporain de Montréal
- 2004 : Des silences en échos : Un hommage à Betty Goodwin, Musée national des beaux-arts du Québec
- 2002 : The prints of Betty Goodwin / Les estampes de Betty Goodwin, Musée des beaux-arts du Canada, Ottawa[7]
- 2001 : Betty Goodwin, Museo Nacional de Bellas Artes, Buenos Aires[8].
- 1998 : The Art of Betty Goodwin, Art Gallery of Ontario, Toronto[8].
- 1995 : Betty Goodwin: Icons, MacKenzie Art Gallery, Regina[8]
- 1995 : Betty Goodwin: Signs of Life/ Signes de Vie, Art Gallery of Windsor, Windsor[8]

## Musées et collections publiques
- Art Gallery of Alberta
- Carleton University Art Gallery
- Collection d’œuvres d'art, Université de Montréal
- Galerie Leonard & Bina Ellen, Université Concordia
- Musée d'art contemporain de Montréal[9]
- Musée d'art de Joliette
- Musée des beaux-arts de l'Ontario
- Musée des beaux-arts de Montréal[10]
- Musée des Beaux-arts de Sherbrooke
- Musée du Bas-Saint-Laurent
- Musée national des beaux-arts du Québec[11]
- Musée des beaux-arts du Canada[12]
- Simon Fraser Gallery
- The Robert McLaughlin Gallery
- Vancouver Art Gallery